# 荒野の渡世人
『荒野の渡世人』（こうやのとせいにん、英: The Drifting Avenger）は、1968年に公開された日本映画。主演：高倉健、監督：佐藤純彌。製作・配給：東映。
高倉演じる、日本人の父とアメリカ人の母の間に生まれたカウボーイが、両親の仇を追って旅をする和製西部劇で、公開時に「サムライ・ウェスタン」と銘打たれた。全編オーストラリアでロケーション撮影された。
高倉は自著「南極のペンギン」の「オーストラリアのホースメン」という章にて（作品名は明かしていないものの）、この映画と思しき撮影中の出来事について述べている。小道具の銃の事故で高倉が手のひらを6針も縫う大怪我をしたりと、撮影には苦労が付き纏った。特に、気性の荒いオーストラリアの馬は一ヶ月の撮影で乗りこなす事は現地の馬乗りにも至難の業であった。しかし、撮影が無事終わると、馬乗りたちは高倉の元へ駆け寄り、被っていた帽子を胸に当て敬意を表した。感激した高倉はその場から駆け出し、男泣きしたという。

## ストーリー
アメリカ合衆国西部。咸臨丸乗組員だったが、帰国せずにアメリカに定住した元幕臣の父親と、現地の母親との間に生まれた青年・ケンは、父に居合術の指導を受けながら育った。ある日、家に5人組のギャング（カースン、フランコ、ダンカン、チェック、ビリ）が現れた。カースンらは抗争で撃たれたビリの手当てと、隠れ家の提供を要求したが、ケンの父は拒否。銃を抜いたフランコの右腕を切り落とすも、母ともども無数の銃弾を浴びて絶命する。無傷で助かったケンは復讐を誓い、痩せた馬と1丁の拳銃を買って、ギャングたちを探す旅に出る。
ケンは牧場主・マービンと知り合い、彼の牧場で働きながら、拳銃の手ほどきを受ける。やがて、仇のひとりであるビリを探し出すが、ビリはポーカーでイカサマを行った制裁のために私刑にかけられようとしていた。そこを救ったのはマービンだった。マービンはともに逃げた先でビリに銃を手渡し、ケンとの対決を要求する。追いついたケンに対し、マービンはビリが自分の実の息子であることを明かす。ケンが戸惑う中、必死に命乞いをするビリを、マービンは射殺する。マービンはケンに、自身も妻を殺した仇敵を数年間追っていた経験を話し、「仇を討っても憎しみは決して晴れず、新たな憎しみを生む」とさとす。「それでも止めないなら」と、マービンはフランコの居場所を教える。
フランコは多数の牛や馬を飼い、たくさんのカウボーイを抱える大牧場主となっており、妻・ローザと息子・マイクという家族をもうけていた。素性を隠して牧場の従業員となったケンに気づいたフランコは、街の酒場での決闘を提案する。酒場にはフランコはおらず、代わりにダンカンとチェックが待ち伏せをしていた。その罠を見て取ったマービンはおとりとなって酒場に飛び込み、銃弾を浴びる。その隙にケンはダンカンとチェックを倒した。牧場に戻ったケンはフランコを射殺。事情を知らないマイクは父の死に直面して怒り狂い、ケンを撃つが、急所をそれる。ローザの手当てを受けたケンは、牧場へ来た目的が両親の仇討ちであったことを明かす。
ケンは殺人罪で保安官事務所に連行される。留置場には郡長に出世したカースンがいた。カースンに私刑にされることを悟ったケンは、牢を破って牧場に戻り、マイクに拳銃を手渡し、私刑にされる前に自分を撃ち、仇討ちを完遂するよう求めるが、マイクはそれを拒否する。フランコを慕っていたカウボーイたちが牧場を去る中、ケンはマイクに自分を殺す機会を与えるため、あえて牧場に残り、仕事を続ける。
ある日、マイクはカースン配下のカウボーイたちに率いられた多数の牛に踏まれ、重傷を負う。ローザは街の医師を呼びに行くが、医師はカースンの自邸に監禁されていた。すべてはケンをおびき出すカースンの計略だった。ケンはカースンの手下たちを撃退し、カースン邸に乗り込むも、拳銃の弾が切れる。ケンはかねて用意していた父の形見の日本刀でカースンを倒し、医師をマイクのもとへ連れて行く。マイクは意識を回復するが、ケンとはわだかまりが残るままだった。ケンは黙って馬に乗った。マイクは去りゆくケンに向かって「ケン、行かないで」と叫んだ。あとには捨てられたガンベルトが残されていた。

## 出演
括弧内は日本語吹替者
- ケン・カトウ - 高倉健
- ローザ - ジュディス・ロバーツ（英語版）（北浜晴子）
- マービン - ケネス・グッドレット（英語版）（睦五朗）
- マイク - ケビン・クーニィ（小宮山清）
- フランコ - ロン・リー（辻村真人）
- カースン - ジョン・シャーウッド（英語版）（塩見竜介）

- ビリ - クライブ・サクソン[注釈 1]（山田康雄）
- 医者 - レジナルド・コリンズ[注釈 2]（富田耕吉）
- シェリフ - レイモンド・ラモント[注釈 3]
- ロジャース - スタン・ロジャース
- ジャック - ピーター・アレン
- オットー - レッグ・ゴーマン（英語版）（仁内達之）
- リッキー - チャック・キーホー
- ダンカン - オスマン・ユセフ
- チェック - テリー・ファンズワース（八代駿）
- ラッカー - マイク・ダーニン
- ウェイン - カーロ・マッキーニ
- 執事 - ハンス・ホルネフ
- ケンの母 - ドウ・ピューリントン[注釈 4]
- ウェス - グラハム・キーティン[注釈 5]
- カウボーイA - ジョン・ホーキンス
- カウボーイB - リリアン・レイノルズ[注釈 6]
- カウボーイC - ブリアン・エビス
- カウボーイD - ピーター・アームストロング
- 若者 - アレン・ビックフォード[注釈 7]
- 農夫 - パトリック・マコーニル[注釈 8]
- その他声の出演（クレジットなし） - 峰恵研 他

- ケンの父 - 志村喬

## スタッフ
- 監督 - 佐藤純彌
- 製作 - 大川博
- 企画 - 俊藤浩滋、矢部恒
- 脚本 - 石松愛弘
- 撮影 - 星島一郎
- 録音 - 内田陽造
- 照明 - 大野忠三郎
- 美術 - 江野慎一
- 音楽 - 八木正生
- 編集 - 長沢嘉樹
- 助監督 - 寺西国光
- 進行主任 - 白浜汎城
- 装置 - 加藤勇次
- 装飾 - 田島俊英
- 記録 - 山之内康代
- 擬斗 - 日尾孝司
- 声の吹替 - テアトル・エコー
- 現像 - 東映化学工業株式会社
- スチール - 遠藤努（クレジットなし）
- 製作補 - ローラン・リッチフィールド
- 監督補 - ケイ・ロバーツ、ボブ・ワーブロック
- ホース・マスター（馬匹調教） - ジャック・ショウ
- スタント・マスター - ピーター・アームストロング
- 協力 - パン・アメリカン航空、アートランザパーク株式会社

## 同時上映
- プロレスWリーグ 血ぬられた王者
- 監督：野田幸男